# ماري فيكتورين كيراوك
الأخ ماري فيكتورين (3 أبريل 1885 – 15 يوليو 1944)، كان عضوا في إخوة المدارس المسيحية، وعالم نبات متميز في كيبيك، كندا. يُعرف باسم والد حديقة مونتريال النباتية.

## السيرة الشخصية
ولد جوزيف لويس كونراد كيرواك أبوه تاجر الزهور سيريل كيرواك، وأمه فيلومين لونو، في كينغسي فولز، كيبيك. قبل أن يأخذ عهوده دينية ويصبح الأخ ماري فيكتورين، كان يُعرف باسم كونراد.
على الرغم من أن الاخ فيكتورين قد اقترح أن تبني مونتريال حدائقها النباتية الخاصة بها منذ عام 1919، الا انه تم إصدار ترخيص بناء الحديقة من قبل عمدة مونتريال كاميلين هودي في عام 1929، مع بدء البناء في عام 1931.
عارضت الإدارات اللاحقة، سواء كانت بلدية أو إقليمية، الحديقة باعتبارها بلا فائدة؛ ومع ذلك، استمر الاخ فيكتورين في الدفاع عن قضيته، والترويج للحديقة في كل فرصة متاحة له، وقيادة حملات جمع العينات النباتية لها، وتكليف هنري تويشر كمصمم لها، وحتى (خلال الحرب العالمية الثانية) حمايتها من تحويلها إلى مدرسة طيران عسكرية.
يُعرف الأخ فيكتورين أيضًا بكتابه بعنوان: نباتات لورنتيان، وهو سجل نباتي لجميع الأنواع الأصلية في جنوب كيبيك، حيث يعتبر السجل الأول من نوعه الذي يُجمع. كما كتب مقدمة سيرة تاريخية حول ابن عم من الدرجة الخامسة، يدعى زيفرين باكيه..
توفي الأخ فيكتورين في مونتريال في حادث سيارة في يوليو 1944 ودُفن في مقبرة نوتردام دي نيجس في مونتريال. سمي لاحقًا مبنى في جامعة مونتريال، حيث كان يدرس علم النبات، باسمه.

## روابط خارجية
- جمعية عائلة كيرواك. موقع ويب ثنائي اللغة
- عرض استعادي لحياة كيرواك، في جامعة مونتريال (بالفرنسية)